# Attori dei film del Marvel Cinematic Universe
Il Marvel Cinematic Universe (MCU) è un media franchise creato e prodotto dai Marvel Studios e basato sui personaggi apparsi nelle pubblicazioni della Marvel Comics. I film appartenenti a questo franchise condividono l'ambientazione e alcuni personaggi, nonché alcuni elementi della trama che fanno da filo conduttore tra di essi.
Data la varietà di film da cui è composto il franchise, ci sono più attori protagonisti: Robert Downey Jr. interpreta Tony Stark / Iron Man in Iron Man (2008), Iron Man 2 (2010) e Iron Man 3 (2013); Chris Hemsworth interpreta Thor in Thor (2011), Thor: The Dark World (2013), Thor: Ragnarok (2017) e Thor: Love and Thunder (2022); Chris Evans interpreta Steve Rogers / Captain America in Captain America - Il primo Vendicatore (2011), Captain America: The Winter Soldier (2014) e Captain America: Civil War (2016), dove viene affiancato da Downey Jr. I tre attori riprendono i rispettivi ruoli in The Avengers (2012), in Avengers: Age of Ultron (2015), in Avengers: Infinity War (2018) e in Avengers: Endgame (2019). Edward Norton ha interpretato Bruce Banner / Hulk ne L'incredibile Hulk (2008), ma è stato sostituito da Mark Ruffalo per tutti i film seguenti. Scarlett Johansson interpreta Natasha Romanoff / Vedova Nera nei film Iron Man 2 (2010), The Avengers (2012), Captain America: The Winter Soldier (2014), Avengers: Age of Ultron (2015), Captain America: Civil War (2016), Avengers: Infinity War (2018), Avengers: Endgame (2019) e Black Widow (2021).
Anthony Mackie interpreta Sam Wilson / Falcon in Captain America: The Winter Soldier (2014), Avengers: Age of Ultron (2015), Ant-Man (2015), Captain America: Civil War (2016), Avengers: Infinity War (2018), Avengers: Endgame (2019) e Captain America: Brave New World (2024); Chris Pratt interpreta Peter Quill / Star-Lord in Guardiani della Galassia (2014), Guardiani della Galassia Vol. 2 (2017) e Guardiani della Galassia Vol. 3 (2023). Paul Rudd e Michael Douglas interpretano rispettivamente Scott Lang / Ant-Man ed Hank Pym in Ant-Man (2015), Ant-Man and the Wasp (2018) e Ant-Man and the Wasp: Quantumania (2023), dove Evangeline Lilly e Michelle Pfeiffer interpretano rispettivamente Hope van Dyne / Wasp e sua madre Janet. Benedict Cumberbatch interpreta Stephen Strange / Dottor Strange in Doctor Strange (2016) e Doctor Strange nel Multiverso della Follia (2022); Tom Holland interpreta Peter Parker / Spider-Man in Spider-Man: Homecoming (2017), Spider-Man: Far from Home (2019), Spider-Man: No Way Home (2021) e Spider-Man: Brand New Day (2026); Chadwick Boseman interpreta T'Challa / Black Panther in Black Panther (2018) e Black Panther: Wakanda Forever (2022); e Letitia Wright interpreta Shuri / Black Panther in Black Panther (2018) e Black Panther: Wakanda Forever (2022); Holland e Boseman erano stati entrambi introdotti in Captain America: Civil War, dove appariva anche Rudd. Downey e Evans si uniscono a Holland in un cameo in Spider-Man: Homecoming, mentre Cumberbatch si unisce a Hemsworth e Ruffalo in Thor: Ragnarok. Brie Larson interpreta Carol Danvers / Captain Marvel in Captain Marvel (2019) e The Marvels (2023). Mackie, Pratt, Cumberbatch, Holland e Boseman appaiono anche in Avengers: Infinity War e Avengers: Endgame, insieme a Rudd, Lilly e Larson che appaiono solo nel sequel.
Samuel L. Jackson è apparso in diversi film del franchise nei panni di Nick Fury. Altri membri del cast che sono apparsi in più film del franchise includono Hayley Atwell, Jacob Batalon, Dave Bautista, Paul Bettany, Josh Brolin, Don Cheadle, Bradley Cooper, Benicio del Toro, Vin Diesel, Idris Elba, Jon Favreau, Karen Gillan, Clark Gregg, Danai Gurira, Tom Hiddleston, Anthony Hopkins, Djimon Hounsou, William Hurt (dopo la sua morte nel 13 marzo 2022, viene preso il suo posto da Harrison Ford), Pom Klementieff, Elizabeth Olsen, Lee Pace, Gwyneth Paltrow, Natalie Portman, Jeremy Renner, Zoe Saldana, Stellan Skarsgård, Cobie Smulders, Sebastian Stan, Martin Starr, Marisa Tomei, Benedict Wong, Sean Gunn, Tessa Thompson, Zendaya, Julia Louis-Dreyfus, Florence Pugh, Hannah John-Kamen, David Harbour, Wyatt Russell, Simu Liu, Will Poulter, Ryan Reynolds, Hugh Jackman, Danny Ramirez, Lewis Pullman e Mahershala Ali. L'elenco sottostante è ordinato secondo la data di uscita dei film e secondo il cognome del personaggio, dal momento che alcuni personaggi sono stati interpretati da attori diversi. Sono segnalati i personaggi che sono apparsi in altri prodotti mediali del MCU, come le serie televisive e i cortometraggi.

## Fase Uno
| Personaggi                                           | Iron Man (2008)        | L'incredibile Hulk (2008)   | Iron Man 2 (2010)      | Thor (2011)            | Captain America - Il primo Vendicatore (2011) | The Avengers (2012)                                       |
| Introdotti in Iron Man                               | Introdotti in Iron Man | Introdotti in Iron Man      | Introdotti in Iron Man | Introdotti in Iron Man | Introdotti in Iron Man                        | Introdotti in Iron Man                                    |
| ---------------------------------------------------- | ---------------------- | --------------------------- | ---------------------- | ---------------------- | --------------------------------------------- | --------------------------------------------------------- |
| Phil CoulsonOS TV SD                                 | Clark Gregg            |                             | Clark Gregg            | Clark Gregg            |                                               | Clark Gregg                                               |
| Christine EverhartSD                                 | Leslie Bibb            |                             | Leslie Bibb            |                        |                                               |                                                           |
| Nick FuryTV                                          | Samuel L. JacksonC     |                             | Samuel L. Jackson      | Samuel L. Jackson C    | Samuel L. Jackson C                           | Samuel L. Jackson                                         |
| Harold "Happy" Hogan                                 | Jon Favreau            |                             | Jon Favreau            |                        |                                               |                                                           |
| J.A.R.V.I.S.                                         | Paul BettanyV          |                             | Paul BettanyV          |                        |                                               | Paul Bettany V                                            |
| Virginia "Pepper" Potts                              | Gwyneth Paltrow        |                             | Gwyneth Paltrow        |                        |                                               | Gwyneth Paltrow                                           |
| Raza                                                 | Faran Tahir            |                             |                        |                        |                                               |                                                           |
| James "Rhodey" Rhodes War Machine                    | Terrence Howard        |                             | Don Cheadle            |                        |                                               |                                                           |
| William Ginter Riva                                  | Peter Billingsley      |                             |                        |                        |                                               |                                                           |
| Obadiah Stane Iron Monger                            | Jeff Bridges           |                             |                        |                        |                                               |                                                           |
| Howard StarkOS TV                                    | Gerald SandersF        |                             | John Slattery          |                        | Dominic Cooper                                |                                                           |
| Tony Stark Iron Man                                  | Robert Downey Jr.      | Robert Downey Jr.C          | Robert Downey Jr.      |                        |                                               | Robert Downey Jr.                                         |
| Ho Yinsen                                            | Shaun Toub             |                             |                        |                        |                                               |                                                           |
| Introdotti in L'incredibile Hulk                     |                        |                             |                        |                        |                                               |                                                           |
| Bruce Banner Hulk                                    |                        | Edward Norton Lou FerrignoV |                        |                        |                                               | Mark Ruffalo                                              |
| Emil Blonsky Abominio                                |                        | Tim Roth                    |                        |                        |                                               |                                                           |
| Betty Ross                                           |                        | Liv Tyler                   |                        |                        |                                               |                                                           |
| Thaddeus "Thunderbolt" Ross                          |                        | William Hurt                |                        |                        |                                               |                                                           |
| Leonard Samson                                       |                        | Ty Burrell                  |                        |                        |                                               |                                                           |
| Roger Harrington                                     |                        | Martin StarrC               |                        |                        |                                               |                                                           |
| Samuel Sterns                                        |                        | Tim Blake Nelson            |                        |                        |                                               |                                                           |
| Introdotti in Iron Man 2                             |                        |                             |                        |                        |                                               |                                                           |
| Justin HammerOS                                      |                        |                             | Sam Rockwell           |                        |                                               |                                                           |
| Chess Roberts                                        |                        |                             | Olivia Munn            |                        |                                               |                                                           |
| Natasha Romanoff Vedova Nera                         |                        |                             | Scarlett Johansson     |                        |                                               | Scarlett Johansson                                        |
| Senatore Stern                                       |                        |                             | Garry Shandling        |                        |                                               |                                                           |
| Anton VankoTV                                        |                        |                             | Yevgeni Lazarev        |                        |                                               |                                                           |
| Ivan Vanko Whiplash                                  |                        |                             | Mickey Rourke          |                        |                                               |                                                           |
| Introdotti in Thor                                   |                        |                             |                        |                        |                                               |                                                           |
| Clint Barton Occhio di Falco                         |                        |                             |                        | Jeremy RennerC         |                                               | Jeremy Renner                                             |
| Fandral                                              |                        |                             |                        | Josh Dallas            |                                               |                                                           |
| Jane Foster                                          |                        |                             |                        | Natalie Portman        |                                               |                                                           |
| Frigga                                               |                        |                             |                        | Rene Russo             |                                               |                                                           |
| Heimdall                                             |                        |                             |                        | Idris Elba             |                                               |                                                           |
| Hogun                                                |                        |                             |                        | Tadanobu Asano         |                                               |                                                           |
| Laufey                                               |                        |                             |                        | Colm Feore             |                                               |                                                           |
| Darcy Lewis                                          |                        |                             |                        | Kat Dennings           |                                               |                                                           |
| Loki                                                 |                        |                             |                        | Tom Hiddleston         |                                               | Tom Hiddleston                                            |
| Odino                                                |                        |                             |                        | Anthony Hopkins        |                                               |                                                           |
| Erik Selvig                                          |                        |                             |                        | Stellan Skarsgård      |                                               | Stellan Skarsgård                                         |
| Lady SifTV                                           |                        |                             |                        | Jaimie Alexander       |                                               |                                                           |
| Jasper SitwellOS TV                                  |                        |                             |                        | Maximiliano Hernández  |                                               | Maximiliano Hernández                                     |
| Thor                                                 |                        |                             |                        | Chris Hemsworth        |                                               | Chris Hemsworth                                           |
| Volstagg                                             |                        |                             |                        | Ray Stevenson          |                                               |                                                           |
| Introdotti in Captain America - Il primo Vendicatore |                        |                             |                        |                        |                                               |                                                           |
| James "Bucky" Barnes                                 |                        |                             |                        |                        | Sebastian Stan                                |                                                           |
| Peggy CarterOS TV                                    |                        |                             |                        |                        | Hayley Atwell                                 |                                                           |
| Jacques Dernier                                      |                        |                             |                        |                        | Bruno Ricci                                   |                                                           |
| Timothy "Dum Dum" DuganOS TV                         |                        |                             |                        |                        | Neal McDonough                                |                                                           |
| Abraham Erskine                                      |                        |                             |                        |                        | Stanley Tucci                                 |                                                           |
| James Montgomery Falsworth                           |                        |                             |                        |                        | JJ Feild                                      |                                                           |
| Gabe Jones                                           |                        |                             |                        |                        | Derek Luke                                    |                                                           |
| Heinz Kruger                                         |                        |                             |                        |                        | Richard Armitage                              |                                                           |
| Jim MoritaTV                                         |                        |                             |                        |                        | Kenneth Choi                                  |                                                           |
| Chester Phillips                                     |                        |                             |                        |                        | Tommy Lee Jones                               |                                                           |
| Steve Rogers Captain America                         |                        |                             |                        |                        | Chris Evans                                   | Chris Evans                                               |
| Johann Schmidt Teschio Rosso                         |                        |                             |                        |                        | Hugo Weaving                                  |                                                           |
| Arnim ZolaTV                                         |                        |                             |                        |                        | Toby Jones                                    |                                                           |
| Introdotti in The Avengers                           |                        |                             |                        |                        |                                               |                                                           |
| Membro del consiglio Hawley                          |                        |                             |                        |                        |                                               | Jenny Agutter (accreditata come "World Security Council") |
| Maria HillTV                                         |                        |                             |                        |                        |                                               | Cobie Smulders                                            |
| Georgi Luchkov                                       |                        |                             |                        |                        |                                               | Jerzy Skolimowski                                         |
| Gideon MalickTV                                      |                        |                             |                        |                        |                                               | Powers Boothe (accreditato come "World Security Council") |
| Thanos                                               |                        |                             |                        |                        |                                               | Damion PoitierC (accreditato come "Man #1")               |
| Altro                                                |                        |                             |                        |                        |                                               | Alexis Denisof                                            |

## Fase Due
| Personaggi                                        | Iron Man 3 (2013)         | Thor: The Dark World (2013) | Captain America: The Winter Soldier (2014) | Guardiani della Galassia (2014) | Avengers: Age of Ultron (2015)  | Ant-Man (2015)            |
| Introdotti nella Fase Uno                         | Introdotti nella Fase Uno | Introdotti nella Fase Uno   | Introdotti nella Fase Uno                  | Introdotti nella Fase Uno       | Introdotti nella Fase Uno       | Introdotti nella Fase Uno |
| ------------------------------------------------- | ------------------------- | --------------------------- | ------------------------------------------ | ------------------------------- | ------------------------------- | ------------------------- |
| Bruce Banner Hulk                                 | Mark RuffaloC             |                             |                                            |                                 | Mark Ruffalo                    |                           |
| James "Bucky" Barnes Soldato d'Inverno            |                           |                             | Sebastian Stan                             |                                 |                                 | Sebastian StanC           |
| Clint Barton Occhio di Falco                      |                           |                             |                                            |                                 | Jeremy Renner                   |                           |
| Peggy CarterOS TV                                 |                           |                             | Hayley Atwell                              |                                 | Hayley Atwell                   | Hayley Atwell             |
| Fandral                                           |                           | Zachary Levi                |                                            |                                 |                                 |                           |
| Jane Foster                                       |                           | Natalie Portman             |                                            |                                 |                                 |                           |
| Frigga                                            |                           | Rene Russo                  |                                            |                                 |                                 |                           |
| Nick FuryTV                                       |                           |                             | Samuel L. Jackson                          |                                 | Samuel L. Jackson               |                           |
| Membro del consiglio Hawley                       |                           |                             | Jenny Agutter                              |                                 |                                 |                           |
| Heimdall                                          |                           | Idris Elba                  |                                            |                                 | Idris Elba                      |                           |
| Maria HillTV                                      |                           |                             | Cobie Smulders                             |                                 | Cobie Smulders                  |                           |
| Harold "Happy" Hogan                              | Jon Favreau               |                             |                                            |                                 |                                 |                           |
| Hogun                                             |                           | Tadanobu Asano              |                                            |                                 |                                 |                           |
| J.A.R.V.I.S.                                      | Paul BettanyV             |                             |                                            |                                 | Paul BettanyV                   |                           |
| Darcy Lewis                                       |                           | Kat Dennings                |                                            |                                 |                                 |                           |
| Loki                                              |                           | Tom Hiddleston              |                                            |                                 |                                 |                           |
| Odino                                             |                           | Anthony Hopkins             |                                            |                                 |                                 |                           |
| Virginia "Pepper" Potts                           | Gwyneth Paltrow           |                             |                                            |                                 |                                 |                           |
| James "Rhodey" Rhodes War Machine / Iron Patriot  | Don Cheadle               |                             |                                            |                                 | Don Cheadle                     |                           |
| Steve Rogers Capitan America                      |                           | Chris EvansC                | Chris Evans                                |                                 | Chris Evans                     | Chris EvansC              |
| Natasha Romanoff Vedova Nera                      |                           |                             | Scarlett Johansson                         |                                 | Scarlett Johansson              |                           |
| Erik Selvig                                       |                           | Stellan Skarsgård           |                                            |                                 | Stellan Skarsgård               |                           |
| SifTV                                             |                           | Jaimie Alexander            |                                            |                                 |                                 |                           |
| Jasper SitwellOS TV                               |                           |                             | Maximiliano Hernández                      |                                 |                                 |                           |
| Howard StarkOS TV                                 |                           |                             |                                            |                                 |                                 | John Slattery             |
| Tony Stark Iron Man                               | Robert Downey Jr.         |                             |                                            |                                 | Robert Downey Jr.               |                           |
| Senatore Stern                                    |                           |                             | Garry Shandling                            |                                 |                                 |                           |
| Thanos                                            |                           |                             |                                            | Josh BrolinC                    | Josh BrolinC                    |                           |
| Altro                                             |                           |                             |                                            | Alexis Denisof                  |                                 |                           |
| Thor                                              |                           | Chris Hemsworth             |                                            |                                 | Chris Hemsworth                 |                           |
| Volstagg                                          |                           | Ray Stevenson               |                                            |                                 |                                 |                           |
| Ho Yinsen                                         | Shaun Toub                |                             |                                            |                                 |                                 |                           |
| Arnim ZolaTV                                      |                           |                             | Toby Jones                                 |                                 |                                 |                           |
| Introdotti in Iron Man 3                          |                           |                             |                                            |                                 |                                 |                           |
| Ellen Brandt                                      | Stephanie Szostak         |                             |                                            |                                 |                                 |                           |
| Presidente Matthew EllisTV SD                     | William Sadler            |                             |                                            |                                 |                                 |                           |
| Maya Hansen                                       | Rebecca Hall              |                             |                                            |                                 |                                 |                           |
| Harley Keener                                     | Ty Simpkins               |                             |                                            |                                 |                                 |                           |
| Aldrich Killian                                   | Guy Pearce                |                             |                                            |                                 |                                 |                           |
| Vicepresidente Rodriguez                          | Miguel Ferrer             |                             |                                            |                                 |                                 |                           |
| Eric Savin                                        | James Badge Dale          |                             |                                            |                                 |                                 |                           |
| Trevor Slattery MandarinoOS                       | Ben Kingsley              |                             |                                            |                                 |                                 |                           |
| Jack Taggart                                      | Ashley Hamilton           |                             |                                            |                                 |                                 |                           |
| Dr. Wu                                            | Wang Xueqi                |                             |                                            |                                 |                                 |                           |
| Introdotti in Thor: The Dark World                |                           |                             |                                            |                                 |                                 |                           |
| Algrim il Forte Kurse                             |                           | Adewale Akinnuoye-Agbaje    |                                            |                                 |                                 |                           |
| Borr                                              |                           | Tony Curran                 |                                            |                                 |                                 |                           |
| Ian Boothby                                       |                           | Jonathan Howard             |                                            |                                 |                                 |                           |
| Carina Walters                                    |                           | Ophelia LovibondC           |                                            | Ophelia Lovibond                |                                 |                           |
| Eir                                               |                           | Alice Krige                 |                                            |                                 |                                 |                           |
| Malekith                                          |                           | Christopher Eccleston       |                                            |                                 |                                 |                           |
| Richard                                           |                           | Chris O'Dowd                |                                            |                                 |                                 |                           |
| Taneleer Tivan Collezionista                      |                           | Benicio del ToroC           |                                            | Benicio del Toro                |                                 |                           |
| Tyr                                               |                           | Clive Russell               |                                            |                                 |                                 |                           |
| Introdotti in Captain America: The Winter Soldier |                           |                             |                                            |                                 |                                 |                           |
| Georges Batroc                                    |                           |                             | Georges St-Pierre                          |                                 |                                 |                           |
| Sharon Carter Agente 13                           |                           |                             | Emily VanCamp                              |                                 |                                 |                           |
| Cameron Klein                                     |                           |                             | Aaron Himelstein                           |                                 | Aaron Himelstein                |                           |
| ListTV                                            |                           |                             | Henry GoodmanC                             |                                 | Henry Goodman                   |                           |
| Pietro Maximoff Quicksilver                       |                           |                             | Aaron Taylor-JohnsonC                      |                                 | Aaron Taylor-Johnson            |                           |
| Wanda Maximoff Scarlet Witch                      |                           |                             | Elizabeth OlsenC                           |                                 | Elizabeth Olsen                 |                           |
| Alexander Pierce                                  |                           |                             | Robert Redford                             |                                 |                                 |                           |
| Jack Rollins                                      |                           |                             | Callan Mulvey                              |                                 |                                 |                           |
| Brock Rumlow                                      |                           |                             | Frank Grillo                               |                                 |                                 |                           |
| Wolfgang von Strucker                             |                           |                             | Thomas KretschmannC                        |                                 | Thomas Kretschmann              |                           |
| Sam Wilson Falcon                                 |                           |                             | Anthony Mackie                             |                                 | Anthony Mackie                  | Anthony Mackie            |
| Introdotti in Guardiani della Galassia            |                           |                             |                                            |                                 |                                 |                           |
| Drax il Distruttore                               |                           |                             |                                            | Dave Bautista                   |                                 |                           |
| Gamora                                            |                           |                             |                                            | Zoe Saldana                     |                                 |                           |
| Groot                                             |                           |                             |                                            | Vin DieselV                     |                                 |                           |
| Howard il papero                                  |                           |                             |                                            | Seth GreenV C                   |                                 |                           |
| Korath                                            |                           |                             |                                            | Djimon Hounsou                  |                                 |                           |
| Kraglin Obfonteri                                 |                           |                             |                                            | Sean Gunn                       |                                 |                           |
| Nebula                                            |                           |                             |                                            | Karen Gillan                    |                                 |                           |
| Meredith Quill                                    |                           |                             |                                            | Laura Haddock                   |                                 |                           |
| Peter Quill Star-Lord                             |                           |                             |                                            | Chris Pratt                     |                                 |                           |
| Irani Rael Nova Prime                             |                           |                             |                                            | Glenn Close                     |                                 |                           |
| Rhomann Dey                                       |                           |                             |                                            | John C. Reilly                  |                                 |                           |
| Rocket Raccoon                                    |                           |                             |                                            | Bradley CooperV                 |                                 |                           |
| Ronan l'accusatore                                |                           |                             |                                            | Lee Pace                        |                                 |                           |
| Denarian Saal                                     |                           |                             |                                            | Peter Serafinowicz              |                                 |                           |
| Yondu Udonta                                      |                           |                             |                                            | Michael Rooker                  |                                 |                           |
| Introdotti in Avengers: Age of Ultron             |                           |                             |                                            |                                 |                                 |                           |
| Laura Barton                                      |                           |                             |                                            |                                 | Linda Cardellini                |                           |
| Cooper Barton                                     |                           |                             |                                            |                                 | Ben Sakamoto                    |                           |
| Lila Barton                                       |                           |                             |                                            |                                 | Imogen Poynton Isabella Poynton |                           |
| Madame B                                          |                           |                             |                                            |                                 | Julie Delpy                     |                           |
| Nathaniel Barton                                  |                           |                             |                                            |                                 | Jaiden Stafford                 |                           |
| Helen Cho                                         |                           |                             |                                            |                                 | Claudia Kim                     |                           |
| F.R.I.D.A.Y.                                      |                           |                             |                                            |                                 | Kerry CondonV                   |                           |
| Ulysses Klaue                                     |                           |                             |                                            |                                 | Andy Serkis                     |                           |
| Ultron                                            |                           |                             |                                            |                                 | James Spader                    |                           |
| Visione                                           |                           |                             |                                            |                                 | Paul Bettany                    |                           |
| Introdotti in Ant-Man                             |                           |                             |                                            |                                 |                                 |                           |
| Mitchell Carson                                   |                           |                             |                                            |                                 |                                 | Martin Donovan            |
| Darren Cross CalabroneSD                          |                           |                             |                                            |                                 |                                 | Corey Stoll               |
| Dale                                              |                           |                             |                                            |                                 |                                 | Gregg Turkington          |
| Dave                                              |                           |                             |                                            |                                 |                                 | Tip "T.I." Harris         |
| Gale                                              |                           |                             |                                            |                                 |                                 | Wood Harris               |
| Kurt Goreshter                                    |                           |                             |                                            |                                 |                                 | David Dastmalchian        |
| Cassie Lang                                       |                           |                             |                                            |                                 |                                 | Abby Ryder Fortson        |
| Scott Lang Ant-ManSD                              |                           |                             |                                            |                                 |                                 | Paul Rudd                 |
| Luis                                              |                           |                             |                                            |                                 |                                 | Michael Peña              |
| Maggie                                            |                           |                             |                                            |                                 |                                 | Judy Greer                |
| Jim Paxton                                        |                           |                             |                                            |                                 |                                 | Bobby Cannavale           |
| Henry "Hank" Pym                                  |                           |                             |                                            |                                 |                                 | Michael Douglas           |
| Hope van Dyne                                     |                           |                             |                                            |                                 |                                 | Evangeline Lilly          |
| Janet van Dyne                                    |                           |                             |                                            |                                 |                                 | Hayley Lovitt             |

## Fase Tre
| Personaggi                                    | Captain America: Civil War (2016) | Doctor Strange (2016)     | Guardiani della Galassia Vol. 2 (2017) | Spider-Man: Homecoming (2017) | Thor: Ragnarok (2017)     | Black Panther (2018)      | Avengers: Infinity War (2018) | Ant-Man and the Wasp (2018) | Captain Marvel (2019)     | Avengers: Endgame (2019)  | Spider-Man: Far from Home (2019) |
| Introdotti nella Fase Uno                     | Introdotti nella Fase Uno         | Introdotti nella Fase Uno | Introdotti nella Fase Uno              | Introdotti nella Fase Uno     | Introdotti nella Fase Uno | Introdotti nella Fase Uno | Introdotti nella Fase Uno     | Introdotti nella Fase Uno   | Introdotti nella Fase Uno | Introdotti nella Fase Uno | Introdotti nella Fase Uno        |
| --------------------------------------------- | --------------------------------- | ------------------------- | -------------------------------------- | ----------------------------- | ------------------------- | ------------------------- | ----------------------------- | --------------------------- | ------------------------- | ------------------------- | -------------------------------- |
| Bruce Banner Hulk                             |                                   |                           |                                        |                               | Mark Ruffalo              |                           | Mark Ruffalo                  |                             | Mark RuffaloC             | Mark Ruffalo              |                                  |
| James "Bucky" Barnes Soldato d'Inverno        | Sebastian Stan                    |                           |                                        |                               |                           | Sebastian StanC           | Sebastian Stan                |                             |                           | Sebastian Stan            |                                  |
| Clint Barton Occhio di Falco                  | Jeremy Renner                     |                           |                                        |                               |                           |                           |                               |                             |                           | Jeremy Renner             |                                  |
| Peggy Carter                                  | Hayley Atwell                     |                           |                                        |                               |                           |                           |                               |                             |                           | Hayley AtwellC            |                                  |
| Phil Coulson                                  |                                   |                           |                                        |                               |                           |                           |                               |                             | Clark Gregg               |                           |                                  |
| Fandral                                       |                                   |                           |                                        |                               | Zachary Levi              |                           |                               |                             |                           |                           |                                  |
| Jane Foster                                   |                                   |                           |                                        |                               |                           |                           |                               |                             |                           | Natalie Portman           |                                  |
| Frigga                                        |                                   |                           |                                        |                               |                           |                           |                               |                             |                           | Rene Russo                |                                  |
| Nick FuryTV                                   |                                   |                           |                                        |                               |                           |                           | Samuel L. JacksonC            |                             | Samuel L. Jackson         | Samuel L. JacksonC        | Samuel L. Jackson                |
| Heimdall                                      |                                   |                           |                                        |                               | Idris Elba                |                           | Idris Elba                    |                             |                           |                           |                                  |
| Maria HillTV                                  |                                   |                           |                                        |                               |                           |                           | Cobie SmuldersC               |                             |                           | Cobie SmuldersC           | Cobie Smulders                   |
| Harold "Happy" Hogan                          |                                   |                           |                                        | Jon Favreau                   |                           |                           |                               |                             |                           | Jon FavreauC              | Jon Favreau                      |
| Hogun                                         |                                   |                           |                                        |                               | Tadanobu Asano            |                           |                               |                             |                           |                           |                                  |
| Loki                                          |                                   |                           |                                        |                               | Tom Hiddleston            |                           | Tom Hiddleston                |                             |                           | Tom Hiddleston            |                                  |
| Odino                                         |                                   |                           |                                        |                               | Anthony Hopkins           |                           |                               |                             |                           |                           |                                  |
| Obadiah Stane                                 |                                   |                           |                                        |                               |                           |                           |                               |                             |                           |                           | Jeff BridgesC                    |
| Pepper Potts Rescue                           |                                   |                           |                                        | Gwyneth Paltrow               |                           |                           | Gwyneth Paltrow               |                             |                           | Gwyneth Paltrow           |                                  |
| James "Rhodey" Rhodes War Machine             | Don Cheadle                       |                           |                                        |                               |                           |                           | Don Cheadle                   |                             | Don CheadleC              | Don Cheadle               |                                  |
| William Ginter Riva                           |                                   |                           |                                        |                               |                           |                           |                               |                             |                           |                           | Peter Billingsley                |
| Steve Rogers Capitan America                  | Chris Evans                       |                           |                                        | Chris Evans                   |                           |                           | Chris Evans                   |                             | Chris EvansC              | Chris Evans               | Chris EvansF                     |
| Natasha Romanoff Vedova Nera                  | Scarlett Johansson                |                           |                                        |                               |                           |                           | Scarlett Johansson            |                             | Scarlett JohanssonC       | Scarlett Johansson        | Scarlett JohanssonF              |
| Thaddeus "Thunderbolt" Ross                   | William Hurt                      |                           |                                        |                               |                           |                           | William Hurt                  |                             |                           | William HurtC             |                                  |
| Johann Schmidt Teschio Rosso                  |                                   |                           |                                        |                               |                           |                           | Ross Marquand                 |                             |                           | Ross Marquand             |                                  |
| Roger Harrington                              |                                   |                           |                                        | Martin Starr                  |                           |                           |                               |                             |                           |                           | Martin Starr                     |
| Jasper SitwellTV OS                           |                                   |                           |                                        |                               |                           |                           |                               |                             |                           |                           | Maximiliano Hernández            |
| Howard StarkTV OS                             | John Slattery                     |                           |                                        |                               |                           |                           |                               |                             |                           | John Slattery             |                                  |
| Tony Stark Iron Man                           | Robert Downey Jr.                 |                           |                                        | Robert Downey Jr.             |                           |                           | Robert Downey Jr.             |                             |                           | Robert Downey Jr.         | Robert Downey Jr.C               |
| Thanos                                        |                                   |                           |                                        |                               |                           |                           | Josh Brolin                   |                             |                           | Josh Brolin               |                                  |
| Thor                                          |                                   | Chris HemsworthC          |                                        |                               | Chris Hemsworth           |                           | Chris Hemsworth               |                             |                           | Chris Hemsworth           |                                  |
| Volstagg                                      |                                   |                           |                                        |                               | Ray Stevenson             |                           |                               |                             |                           |                           |                                  |
| Introdotti nella Fase Due                     |                                   |                           |                                        |                               |                           |                           |                               |                             |                           |                           |                                  |
| Laura Barton                                  |                                   |                           |                                        |                               |                           |                           |                               |                             |                           | Linda Cardellini          |                                  |
| Sharon Carter                                 | Emily VanCamp                     |                           |                                        |                               |                           |                           |                               |                             |                           |                           |                                  |
| Cassie Lang                                   |                                   |                           |                                        |                               |                           |                           |                               | Abby Ryder Fortson          |                           | Emma Fuhrmann             |                                  |
| Dave                                          |                                   |                           |                                        |                               |                           |                           |                               | Tip "T.I." Harris           |                           |                           |                                  |
| Drax il Distruttore                           |                                   |                           | Dave Bautista                          |                               |                           |                           | Dave Bautista                 |                             |                           | Dave Bautista             |                                  |
| F.R.I.D.A.Y.                                  | Kerry CondonV                     |                           |                                        | Kerry CondonV                 |                           |                           | Kerry CondonV                 |                             |                           | Kerry CondonV             |                                  |
| Gamora                                        |                                   |                           | Zoe Saldana                            |                               |                           |                           | Zoe Saldana                   |                             |                           |                           |                                  |
| Groot                                         |                                   |                           | Vin DieselV                            |                               |                           |                           | Vin DieselV                   |                             |                           | Vin DieselV               |                                  |
| Howard il papero                              |                                   |                           | Seth GreenV                            |                               |                           |                           |                               |                             |                           | Seth GreenC               |                                  |
| Harley Keener                                 |                                   |                           |                                        |                               |                           |                           |                               |                             |                           | Ty Simpkins               |                                  |
| Ulysses Klaue                                 |                                   |                           |                                        |                               |                           | Andy Serkis               |                               |                             |                           |                           |                                  |
| Korath                                        |                                   |                           |                                        |                               |                           |                           |                               |                             | Djimon Hounsou            |                           |                                  |
| Kraglin Obfonteri                             |                                   |                           | Sean Gunn                              |                               |                           |                           |                               |                             |                           | Sean GunnC                |                                  |
| Kurt Goreshter                                |                                   |                           |                                        |                               |                           |                           |                               | David Dastmalchian          |                           |                           |                                  |
| Scott Lang Ant-Man                            | Paul Rudd                         |                           |                                        |                               |                           |                           |                               | Paul Rudd                   |                           | Paul Rudd                 |                                  |
| Luis                                          |                                   |                           |                                        |                               |                           |                           |                               | Michael Peña                |                           |                           |                                  |
| Maggie                                        |                                   |                           |                                        |                               |                           |                           |                               | Judy Greer                  |                           |                           |                                  |
| Wanda Maximoff Scarlet Witch                  | Elizabeth Olsen                   |                           |                                        |                               |                           |                           | Elizabeth Olsen               |                             |                           | Elizabeth Olsen           |                                  |
| Nebula                                        |                                   |                           | Karen Gillan                           |                               |                           |                           | Karen Gillan                  |                             |                           | Karen Gillan              |                                  |
| Jim Paxton                                    |                                   |                           |                                        |                               |                           |                           |                               | Bobby Cannavale             |                           |                           |                                  |
| Alexander Pierce                              |                                   |                           |                                        |                               |                           |                           |                               |                             |                           | Robert Redford            |                                  |
| Henry "Hank" Pym                              |                                   |                           |                                        |                               |                           |                           |                               | Michael Douglas             |                           | Michael Douglas           |                                  |
| Meredith Quill                                |                                   |                           | Laura Haddock                          |                               |                           |                           |                               |                             |                           |                           |                                  |
| Peter Quill Star-Lord                         |                                   |                           | Chris Pratt                            |                               |                           |                           | Chris Pratt                   |                             |                           | Chris Pratt               |                                  |
| Rocket Raccoon                                |                                   |                           | Bradley CooperV                        |                               |                           |                           | Bradley CooperV               |                             |                           | Bradley CooperV           |                                  |
| Jack Rollins                                  |                                   |                           |                                        |                               |                           |                           |                               |                             |                           | Callan Mulvey             |                                  |
| Ronan l'accusatore                            |                                   |                           |                                        |                               |                           |                           |                               |                             | Lee Pace                  |                           |                                  |
| Brock Rumlow Crossbones                       | Frank Grillo                      |                           |                                        |                               |                           |                           |                               |                             |                           | Frank Grillo              |                                  |
| Taneleer Tivan Collezionista                  |                                   |                           |                                        |                               |                           |                           | Benicio del Toro              |                             |                           |                           |                                  |
| Yondu Udonta                                  |                                   |                           | Michael Rooker                         |                               |                           |                           |                               |                             |                           |                           |                                  |
| Hope van Dyne Wasp                            |                                   |                           |                                        |                               |                           |                           |                               | Evangeline Lilly            |                           | Evangeline Lilly          |                                  |
| Janet van Dyne                                |                                   |                           |                                        |                               |                           |                           |                               | Michelle Pfeiffer           |                           | Michelle Pfeiffer         |                                  |
| Visione                                       | Paul Bettany                      |                           |                                        |                               |                           |                           | Paul Bettany                  |                             |                           |                           | Paul BettanyF                    |
| Sam Wilson Falcon                             | Anthony Mackie                    |                           |                                        |                               |                           |                           | Anthony Mackie                |                             |                           | Anthony Mackie            |                                  |
| Lila Barton                                   |                                   |                           |                                        |                               |                           |                           |                               |                             |                           | Ava Russo                 |                                  |
| Cooper Barton                                 |                                   |                           |                                        |                               |                           |                           |                               |                             |                           | Ben Sakamoto              |                                  |
| Nathaniel Barton                              |                                   |                           |                                        |                               |                           |                           |                               |                             |                           | Cade Woodward             |                                  |
| Introdotti in Captain America: Civil War      |                                   |                           |                                        |                               |                           |                           |                               |                             |                           |                           |                                  |
| Ayo                                           | Florence Kasumba                  |                           |                                        |                               |                           | Florence Kasumba          | Florence Kasumba              |                             |                           |                           |                                  |
| May Parker                                    | Marisa Tomei                      |                           |                                        | Marisa Tomei                  |                           |                           |                               |                             |                           | Marisa TomeiC             | Marisa Tomei                     |
| Everett Ross                                  | Martin Freeman                    |                           |                                        |                               |                           | Martin Freeman            |                               |                             |                           |                           |                                  |
| Miriam Sharpe                                 | Alfre Woodard                     |                           |                                        |                               |                           |                           |                               |                             |                           |                           |                                  |
| Maria Stark                                   | Hope Davis                        |                           |                                        |                               |                           |                           |                               |                             |                           |                           |                                  |
| Peter Parker Spider-Man                       | Tom Holland                       |                           |                                        | Tom Holland                   |                           |                           | Tom Holland                   |                             |                           | Tom Holland               | Tom Holland                      |
| T'Chaka                                       | John Kani                         |                           |                                        |                               |                           | John Kani                 |                               |                             |                           |                           |                                  |
| T'Challa Pantera Nera                         | Chadwick Boseman                  |                           |                                        |                               |                           | Chadwick Boseman          | Chadwick Boseman              |                             |                           | Chadwick Boseman          |                                  |
| Helmut Zemo                                   | Daniel Brühl                      |                           |                                        |                               |                           | Daniel BrühlF             |                               |                             |                           |                           |                                  |
| Introdotti in Doctor Strange                  |                                   |                           |                                        |                               |                           |                           |                               |                             |                           |                           |                                  |
| Antico                                        |                                   | Tilda Swinton             |                                        |                               |                           |                           |                               |                             |                           | Tilda Swinton             |                                  |
| Dormammu                                      |                                   | Benedict Cumberbatch      |                                        |                               |                           |                           |                               |                             |                           |                           |                                  |
| Kaecilius                                     |                                   | Mads Mikkelsen            |                                        |                               |                           |                           |                               |                             |                           |                           |                                  |
| Lucian                                        |                                   | Scott Adkins              |                                        |                               |                           |                           |                               |                             |                           |                           |                                  |
| Tina MinoruTV                                 |                                   | Linda Louise Duan         |                                        |                               |                           |                           |                               |                             |                           |                           |                                  |
| Karl Mordo                                    |                                   | Chiwetel Ejiofor          |                                        |                               |                           |                           |                               |                             |                           |                           |                                  |
| Christine Palmer                              |                                   | Rachel McAdams            |                                        |                               |                           |                           |                               |                             |                           |                           |                                  |
| Jonathan Pangborn                             |                                   | Benjamin Bratt            |                                        |                               |                           |                           |                               |                             |                           |                           |                                  |
| Stephen Strange Dottor Strange                |                                   | Benedict Cumberbatch      |                                        |                               | Benedict Cumberbatch      |                           | Benedict Cumberbatch          |                             |                           | Benedict Cumberbatch      |                                  |
| Nicodemus West                                |                                   | Michael Stuhlbarg         |                                        |                               |                           |                           |                               |                             |                           |                           |                                  |
| Wong                                          |                                   | Benedict Wong             |                                        |                               |                           |                           | Benedict Wong                 |                             |                           | Benedict Wong             |                                  |
| Introdotti in Guardiani della Galassia Vol. 2 |                                   |                           |                                        |                               |                           |                           |                               |                             |                           |                           |                                  |
| Ayesha                                        |                                   |                           | Elizabeth Debicki                      |                               |                           |                           |                               |                             |                           |                           |                                  |
| Brahl                                         |                                   |                           | Stephen Blackehart                     |                               |                           |                           |                               |                             |                           |                           |                                  |
| Charlie-27                                    |                                   |                           | Ving Rhames                            |                               |                           |                           |                               |                             |                           |                           |                                  |
| Ego                                           |                                   |                           | Kurt Russell                           |                               |                           |                           |                               |                             |                           |                           |                                  |
| Gef                                           |                                   |                           | Steve Agee                             |                               |                           |                           |                               |                             |                           |                           |                                  |
| En Dwi Gast Gran Maestro                      |                                   |                           | Jeff GoldblumC                         |                               | Jeff Goldblum             |                           |                               |                             |                           |                           |                                  |
| Half-Nut                                      |                                   |                           | Jimmy Urine                            |                               |                           |                           |                               |                             |                           |                           |                                  |
| Mainframe                                     |                                   |                           | Miley CyrusV C                         |                               |                           |                           |                               |                             |                           |                           |                                  |
| Mantis                                        |                                   |                           | Pom Klementieff                        |                               |                           |                           | Pom Klementieff               |                             |                           | Pom Klementieff           |                                  |
| Martinex T'Naga                               |                                   |                           | Michael Rosenbaum                      |                               |                           |                           |                               |                             |                           |                           |                                  |
| Narblik                                       |                                   |                           | Terence Rosemore                       |                               |                           |                           |                               |                             |                           |                           |                                  |
| Oblo                                          |                                   |                           | Joe Fria                               |                               |                           |                           |                               |                             |                           |                           |                                  |
| Aleta Ogord                                   |                                   |                           | Michelle Yeoh                          |                               |                           |                           |                               |                             |                           |                           |                                  |
| Stakar Ogord Starhawk                         |                                   |                           | Sylvester Stallone                     |                               |                           |                           |                               |                             |                           |                           |                                  |
| Taserface                                     |                                   |                           | Chris Sullivan                         |                               |                           |                           |                               |                             |                           |                           |                                  |
| Tullk                                         |                                   |                           | Tommy Flanagan                         |                               |                           |                           |                               |                             |                           |                           |                                  |
| Wretch                                        |                                   |                           | Evan Jones                             |                               |                           |                           |                               |                             |                           |                           |                                  |
| Introdotti in Spider-Man: Homecoming          |                                   |                           |                                        |                               |                           |                           |                               |                             |                           |                           |                                  |
| Sally Avril                                   |                                   |                           |                                        | Isabella Amara                |                           |                           | Isabella Amara                |                             |                           |                           |                                  |
| Betty Brant                                   |                                   |                           |                                        | Angourie Rice                 |                           |                           |                               |                             |                           |                           | Angourie Rice                    |
| Jackson Brice Shocker                         |                                   |                           |                                        | Logan Marshall-Green          |                           |                           |                               |                             |                           |                           |                                  |
| Cindy Moon                                    |                                   |                           |                                        | Tiffany Espensen              |                           |                           | Tiffany EspensenC             |                             |                           |                           | Tiffany EspensenF                |
| Aaron Davis                                   |                                   |                           |                                        | Donald Glover                 |                           |                           |                               |                             |                           |                           |                                  |
| Sig. Delmar                                   |                                   |                           |                                        | Hemky Madera                  |                           |                           |                               |                             |                           |                           |                                  |
| Mac Gargan                                    |                                   |                           |                                        | Michael Mando                 |                           |                           |                               |                             |                           |                           |                                  |
| Anne Marie Hoag                               |                                   |                           |                                        | Tyne Daly                     |                           |                           |                               |                             |                           |                           |                                  |
| Michelle "MJ" Jones-Watson                    |                                   |                           |                                        | Zendaya                       |                           |                           |                               |                             |                           |                           | Zendaya                          |
| Karen                                         |                                   |                           |                                        | Jennifer ConnellyV            |                           |                           |                               |                             |                           |                           |                                  |
| Ned Leeds                                     |                                   |                           |                                        | Jacob Batalon                 |                           |                           | Jacob BatalonC                |                             |                           | Jacob BatalonC            | Jacob Batalon                    |
| Phineas Mason Riparatore                      |                                   |                           |                                        | Michael Chernus               |                           |                           |                               |                             |                           |                           |                                  |
| Preside Morita                                |                                   |                           |                                        | Kenneth Choi                  |                           |                           |                               |                             |                           |                           |                                  |
| Herman Schultz Shocker                        |                                   |                           |                                        | Bokeem Woodbine               |                           |                           |                               |                             |                           |                           |                                  |
| Eugene "Flash" Thompson                       |                                   |                           |                                        | Tony Revolori                 |                           |                           |                               |                             |                           |                           | Tony Revolori                    |
| Tiny                                          |                                   |                           |                                        | Ethan Dizon                   |                           |                           | Ethan Dizon                   |                             |                           |                           |                                  |
| Adrian Toomes Avvoltoio                       |                                   |                           |                                        | Michael Keaton                |                           |                           |                               |                             |                           |                           |                                  |
| Doris Toomes                                  |                                   |                           |                                        | Garcelle Beauvais             |                           |                           |                               |                             |                           |                           |                                  |
| Liz Toomes                                    |                                   |                           |                                        | Laura Harrier                 |                           |                           |                               |                             |                           |                           |                                  |
| Andre Wilson                                  |                                   |                           |                                        | Hannibal Buress               |                           |                           |                               |                             |                           |                           |                                  |
| Introdotti in Thor: Ragnarok                  |                                   |                           |                                        |                               |                           |                           |                               |                             |                           |                           |                                  |
| Brunilde Valchiria                            |                                   |                           |                                        |                               | Tessa Thompson            |                           |                               |                             |                           | Tessa Thompson            |                                  |
| Hela                                          |                                   |                           |                                        |                               | Cate Blanchett            |                           |                               |                             |                           |                           |                                  |
| Korg                                          |                                   |                           |                                        |                               | Taika Waititi             |                           |                               |                             |                           | Taika Waititi             |                                  |
| Skurge                                        |                                   |                           |                                        |                               | Karl Urban                |                           |                               |                             |                           |                           |                                  |
| Surtur                                        |                                   |                           |                                        |                               | Clancy BrownV             |                           |                               |                             |                           |                           |                                  |
| Topaz                                         |                                   |                           |                                        |                               | Rachel House              |                           |                               |                             |                           |                           |                                  |
| Introdotti in Black Panther                   |                                   |                           |                                        |                               |                           |                           |                               |                             |                           |                           |                                  |
| Griot                                         |                                   |                           |                                        |                               |                           | Trevor NoahV              |                               |                             |                           |                           |                                  |
| M'Baku                                        |                                   |                           |                                        |                               |                           | Winston Duke              | Winston Duke                  |                             |                           | Winston Duke              |                                  |
| N'Jadaka Erik Killmonger                      |                                   |                           |                                        |                               |                           | Michael B. Jordan         |                               |                             |                           |                           |                                  |
| N'Jobu                                        |                                   |                           |                                        |                               |                           | Sterling K. Brown         |                               |                             |                           |                           |                                  |
| Nakia                                         |                                   |                           |                                        |                               |                           | Lupita Nyong'o            |                               |                             |                           |                           |                                  |
| Okoye                                         |                                   |                           |                                        |                               |                           | Danai Gurira              | Danai Gurira                  |                             |                           | Danai Gurira              |                                  |
| Ramonda                                       |                                   |                           |                                        |                               |                           | Angela Bassett            |                               |                             |                           | Angela Bassett            |                                  |
| Shuri                                         |                                   |                           |                                        |                               |                           | Letitia Wright            | Letitia Wright                |                             |                           | Letitia Wright            |                                  |
| W'Kabi                                        |                                   |                           |                                        |                               |                           | Daniel Kaluuya            |                               |                             |                           |                           |                                  |
| Zuri                                          |                                   |                           |                                        |                               |                           | Forest Whitaker           |                               |                             |                           |                           |                                  |
| Introdotti in Avengers: Infinity War          |                                   |                           |                                        |                               |                           |                           |                               |                             |                           |                           |                                  |
| Astro Nero                                    |                                   |                           |                                        |                               |                           |                           | Terry Notary                  |                             |                           |                           |                                  |
| Eitri il Nano                                 |                                   |                           |                                        |                               |                           |                           | Peter Dinklage                |                             |                           |                           |                                  |
| Fauce d'Ebano                                 |                                   |                           |                                        |                               |                           |                           | Tom Vaughan-Lawlor            |                             |                           |                           |                                  |
| Gamma Corvi                                   |                                   |                           |                                        |                               |                           |                           | Michael James Shaw            |                             |                           |                           |                                  |
| Proxima Media Nox                             |                                   |                           |                                        |                               |                           |                           | Carrie Coon                   |                             |                           |                           |                                  |
| Introdotti in Ant-Man and the Wasp            |                                   |                           |                                        |                               |                           |                           |                               |                             |                           |                           |                                  |
| Ava Starr Ghost                               |                                   |                           |                                        |                               |                           |                           |                               | Hannah John-Kamen           |                           |                           |                                  |
| Bill Foster                                   |                                   |                           |                                        |                               |                           |                           |                               | Laurence Fishburne          |                           |                           |                                  |
| Elihas Starr                                  |                                   |                           |                                        |                               |                           |                           |                               | Michael CerverisC           |                           |                           |                                  |
| Jimmy Woo                                     |                                   |                           |                                        |                               |                           |                           |                               | Randall Park                |                           |                           |                                  |
| Sonny Burch                                   |                                   |                           |                                        |                               |                           |                           |                               | Walton Goggins              |                           |                           |                                  |
| Introdotti in Captain Marvel                  |                                   |                           |                                        |                               |                           |                           |                               |                             |                           |                           |                                  |
| Att-Lass                                      |                                   |                           |                                        |                               |                           |                           |                               |                             | Algenis Perez Soto        |                           |                                  |
| Bron-Char                                     |                                   |                           |                                        |                               |                           |                           |                               |                             | Rune Temte                |                           |                                  |
| Carol Danvers Capitan Marvel                  |                                   |                           |                                        |                               |                           |                           |                               |                             | Brie Larson               | Brie Larson               |                                  |
| Mar-Vell Wendy Lawson                         |                                   |                           |                                        |                               |                           |                           |                               |                             | Annette Bening            |                           |                                  |
| Minn-Erva                                     |                                   |                           |                                        |                               |                           |                           |                               |                             | Gemma Chan                |                           |                                  |
| Maria Rambeau                                 |                                   |                           |                                        |                               |                           |                           |                               |                             | Lashana Lynch             |                           |                                  |
| Monica Rambeau                                |                                   |                           |                                        |                               |                           |                           |                               |                             | Akira Akbar               |                           |                                  |
| Norex                                         |                                   |                           |                                        |                               |                           |                           |                               |                             | Matthew Maher             |                           |                                  |
| Soren                                         |                                   |                           |                                        |                               |                           |                           |                               |                             | Sharon Blynn              |                           | Sharon BlynnC                    |
| Suprema Intelligenza                          |                                   |                           |                                        |                               |                           |                           |                               |                             | Annette Bening            |                           |                                  |
| Talos Keller                                  |                                   |                           |                                        |                               |                           |                           |                               |                             | Ben Mendelsohn            |                           | Ben MendelsohnC                  |
| Yon-Rogg                                      |                                   |                           |                                        |                               |                           |                           |                               |                             | Jude Law                  |                           |                                  |
| Introdotti in Avengers: Endgame               |                                   |                           |                                        |                               |                           |                           |                               |                             |                           |                           |                                  |
| Akihiko                                       |                                   |                           |                                        |                               |                           |                           |                               |                             |                           | Hiroyuki SanadaC          |                                  |
| Astro Nero (Terra-TRN734)                     |                                   |                           |                                        |                               |                           |                           |                               |                             |                           | Terry Notary              |                                  |
| Fauce d'Ebano (Terra-TRN734)                  |                                   |                           |                                        |                               |                           |                           |                               |                             |                           | Tom Vaughan-Lawlor        |                                  |
| Gamora (Terra-TRN734)                         |                                   |                           |                                        |                               |                           |                           |                               |                             |                           | Zoe Saldana               |                                  |
| Gamma Corvi (Terra-TRN734)                    |                                   |                           |                                        |                               |                           |                           |                               |                             |                           | Michael James Shaw        |                                  |
| Loki (Terra-TRN732)                           |                                   |                           |                                        |                               |                           |                           |                               |                             |                           | Tom Hiddleston            |                                  |
| Morgan Stark                                  |                                   |                           |                                        |                               |                           |                           |                               |                             |                           | Alexandra Rabe            |                                  |
| Nebula (Terra-TRN734)                         |                                   |                           |                                        |                               |                           |                           |                               |                             |                           | Karen Gillan              |                                  |
| Proxima Media Nox (Terra-TRN734)              |                                   |                           |                                        |                               |                           |                           |                               |                             |                           | Carrie Coon               |                                  |
| Thanos (Terra-TRN734)                         |                                   |                           |                                        |                               |                           |                           |                               |                             |                           | Josh Brolin               |                                  |
| Introdotti in Spider-Man: Far from Home       |                                   |                           |                                        |                               |                           |                           |                               |                             |                           |                           |                                  |
| Brad Davis                                    |                                   |                           |                                        |                               |                           |                           |                               |                             |                           |                           | Remy Hii                         |
| Dimitri Smerdyakov                            |                                   |                           |                                        |                               |                           |                           |                               |                             |                           |                           | Numan Acar                       |
| Gutes Guterman                                |                                   |                           |                                        |                               |                           |                           |                               |                             |                           |                           | Nicholas Gleaves                 |
| J. Jonah Jameson                              |                                   |                           |                                        |                               |                           |                           |                               |                             |                           |                           | J. K. SimmonsC                   |
| Janice Lincoln                                |                                   |                           |                                        |                               |                           |                           |                               |                             |                           |                           | Claire Rushbrook                 |
| Julius Dell                                   |                                   |                           |                                        |                               |                           |                           |                               |                             |                           |                           | J. B. Smoove                     |
| Quentin Beck Mysterio                         |                                   |                           |                                        |                               |                           |                           |                               |                             |                           |                           | Jake Gyllenhaal                  |
| Victoria Snow                                 |                                   |                           |                                        |                               |                           |                           |                               |                             |                           |                           | Clare Dunne                      |
| Zach Cooper                                   |                                   |                           |                                        |                               |                           |                           |                               |                             |                           |                           | Zach Barack                      |

## Fase Quattro
| Personaggi                                                          | Black Widow (2021)        | Shang-Chi e la leggenda dei Dieci Anelli (2021) | Eternals (2021)           | Spider-Man: No Way Home (2021) | Doctor Strange nel Multiverso della Follia (2022) | Thor: Love and Thunder (2022) | Black Panther: Wakanda Forever (2022) |
| Introdotti nella Fase Uno                                           | Introdotti nella Fase Uno | Introdotti nella Fase Uno                       | Introdotti nella Fase Uno | Introdotti nella Fase Uno      | Introdotti nella Fase Uno                         | Introdotti nella Fase Uno     | Introdotti nella Fase Uno             |
| ------------------------------------------------------------------- | ------------------------- | ----------------------------------------------- | ------------------------- | ------------------------------ | ------------------------------------------------- | ----------------------------- | ------------------------------------- |
| Bruce Banner Hulk                                                   |                           | Mark RuffaloC                                   |                           |                                |                                                   |                               |                                       |
| Clint Barton Occhio di Falco                                        | Jeremy RennerF            |                                                 |                           |                                |                                                   |                               |                                       |
| Darcy Lewis                                                         |                           |                                                 |                           |                                |                                                   | Kat DenningsC                 |                                       |
| Erik Selvig                                                         |                           |                                                 |                           |                                |                                                   | Stellan SkarsgårdC            |                                       |
| Emil Blonsky Abominio                                               |                           | Tim RothC                                       |                           |                                |                                                   |                               |                                       |
| Harold "Happy" Hogan                                                |                           |                                                 |                           | Jon Favreau                    |                                                   |                               |                                       |
| Heimdall                                                            |                           |                                                 |                           |                                |                                                   | Idris ElbaC                   |                                       |
| Jane Foster Potente Thor                                            |                           |                                                 |                           |                                |                                                   | Natalie Portman               |                                       |
| Lady Sif                                                            |                           |                                                 |                           |                                |                                                   | Jaimie Alexander              |                                       |
| Natasha Romanoff Vedova Nera                                        | Scarlett Johansson        |                                                 |                           |                                |                                                   |                               |                                       |
| Roger Harrington                                                    |                           |                                                 |                           | Martin Starr                   |                                                   |                               |                                       |
| Thor                                                                |                           |                                                 |                           |                                |                                                   | Chris Hemsworth               |                                       |
| Thaddeus "Thunderbolt" Ross                                         | William Hurt              |                                                 |                           |                                |                                                   |                               |                                       |
| Introdotti nella Fase Due                                           |                           |                                                 |                           |                                |                                                   |                               |                                       |
| Drax il Distruttore                                                 |                           |                                                 |                           |                                |                                                   | Dave Bautista                 |                                       |
| Groot                                                               |                           |                                                 |                           |                                |                                                   | Vin DieselV                   |                                       |
| Kraglin Obfonteri                                                   |                           |                                                 |                           |                                |                                                   | Sean Gunn                     |                                       |
| Nebula                                                              |                           |                                                 |                           |                                |                                                   | Karen Gillan                  |                                       |
| Peter Quill Star-Lord                                               |                           |                                                 |                           |                                |                                                   | Chris Pratt                   |                                       |
| Rocket Raccoon                                                      |                           |                                                 |                           |                                |                                                   | Bradley CooperV               |                                       |
| Trevor Slattery                                                     |                           | Ben Kingsley                                    |                           |                                |                                                   |                               |                                       |
| Visione                                                             |                           |                                                 |                           |                                | Paul BettanyF                                     |                               |                                       |
| Wanda Maximoff Scarlet Witch                                        |                           |                                                 |                           |                                | Elizabeth Olsen                                   |                               |                                       |
| Introdotti nella Fase Tre                                           |                           |                                                 |                           |                                |                                                   |                               |                                       |
| Andre Wilson                                                        |                           |                                                 |                           | Hannibal Buress                |                                                   |                               |                                       |
| Ayo                                                                 |                           |                                                 |                           |                                |                                                   |                               | Florence Kasumba                      |
| Betty Brant                                                         |                           |                                                 |                           | Angourie Rice                  |                                                   |                               |                                       |
| Brunilde Valchiria                                                  |                           |                                                 |                           |                                |                                                   | Tessa Thompson                |                                       |
| Carol Danvers Capitan Marvel                                        |                           | Brie LarsonC                                    |                           |                                |                                                   |                               |                                       |
| Christine Palmer                                                    |                           |                                                 |                           |                                | Rachel McAdams                                    |                               |                                       |
| Eugene "Flash" Thompson                                             |                           |                                                 |                           | Tony Revolori                  |                                                   |                               |                                       |
| Everett Ross                                                        |                           |                                                 |                           |                                |                                                   |                               | Martin Freeman                        |
| Griot                                                               |                           |                                                 |                           |                                |                                                   |                               | Trevor NoahV                          |
| J. Jonah Jameson                                                    |                           |                                                 |                           | J. K. Simmons                  |                                                   |                               |                                       |
| Julius Dell                                                         |                           |                                                 |                           | J. B. Smoove                   |                                                   |                               |                                       |
| Korg                                                                |                           |                                                 |                           |                                |                                                   | Taika Waititi                 |                                       |
| Mantis                                                              |                           |                                                 |                           |                                |                                                   | Pom Klementieff               |                                       |
| May Parker                                                          |                           |                                                 |                           | Marisa Tomei                   |                                                   |                               |                                       |
| Michelle "MJ" Jones-Watson                                          |                           |                                                 |                           | Zendaya                        |                                                   |                               |                                       |
| M'Baku                                                              |                           |                                                 |                           |                                |                                                   |                               | Winston Duke                          |
| N'Jadaka Erik Killmonger                                            |                           |                                                 |                           |                                |                                                   |                               | Michael B. JordanC                    |
| Nakia                                                               |                           |                                                 |                           |                                |                                                   |                               | Lupita Nyong'o                        |
| Ned Leeds                                                           |                           |                                                 |                           | Jacob Batalon                  |                                                   |                               |                                       |
| Nicodemus West                                                      |                           |                                                 |                           |                                | Michael Stuhlbarg                                 |                               |                                       |
| Okoye                                                               |                           |                                                 |                           |                                |                                                   |                               | Danai Gurira                          |
| Peter Parker Spider-Man                                             |                           |                                                 |                           | Tom Holland                    |                                                   |                               |                                       |
| Quentin Beck Mysterio                                               |                           |                                                 |                           | Jake GyllenhaalF               |                                                   |                               |                                       |
| Ramonda                                                             |                           |                                                 |                           |                                |                                                   |                               | Angela Bassett                        |
| Shuri Pantera Nera                                                  |                           |                                                 |                           |                                |                                                   |                               | Letitia Wright                        |
| Stephen Strange Dottor Strange                                      |                           |                                                 |                           | Benedict Cumberbatch           | Benedict Cumberbatch                              |                               |                                       |
| T'Challa Pantera Nera                                               |                           |                                                 |                           |                                |                                                   |                               | Chadwick BosemanF                     |
| Wong                                                                |                           | Benedict Wong                                   |                           | Benedict Wong                  | Benedict Wong                                     |                               |                                       |
| W'Kabi                                                              |                           |                                                 |                           |                                |                                                   |                               | Daniel Kaluuya                        |
| Introdotti in Black Widow                                           |                           |                                                 |                           |                                |                                                   |                               |                                       |
| Alexei Shostakov Red Guardian                                       | David Harbour             |                                                 |                           |                                |                                                   |                               |                                       |
| Antonia Dreykov Taskmaster                                          | Olga Kurylenko            |                                                 |                           |                                |                                                   |                               |                                       |
| Dreykov                                                             | Ray Winstone              |                                                 |                           |                                |                                                   |                               |                                       |
| Melina Vostokoff                                                    | Rachel Weisz              |                                                 |                           |                                |                                                   |                               |                                       |
| Rick Mason                                                          | O. T. Fagbenle            |                                                 |                           |                                |                                                   |                               |                                       |
| Valentina Allegra de Fontaine                                       | Julia Louis-DreyfusC      |                                                 |                           |                                |                                                   |                               | Julia Louis-Dreyfus                   |
| Yelena Belova Vedova Nera                                           | Florence Pugh             |                                                 |                           |                                |                                                   |                               |                                       |
| Introdotti in Shang-Chi e la leggenda dei Dieci Anelli              |                           |                                                 |                           |                                |                                                   |                               |                                       |
| Divoratore di Anime                                                 |                           | Fala ChenV                                      |                           |                                |                                                   |                               |                                       |
| Jiang Li                                                            |                           | Fala Chen                                       |                           |                                |                                                   |                               |                                       |
| Jiang Nan                                                           |                           | Michelle Yeoh                                   |                           |                                |                                                   |                               |                                       |
| Jon Jon                                                             |                           | Ronny Chieng                                    |                           |                                |                                                   |                               |                                       |
| Katy Chen                                                           |                           | Awkwafina                                       |                           |                                |                                                   |                               |                                       |
| Razor Fist                                                          |                           | Florian Munteanu                                |                           |                                |                                                   |                               |                                       |
| Xu Shang-Chi                                                        |                           | Simu Liu                                        |                           |                                |                                                   |                               |                                       |
| Xu Wenwu Mandarino                                                  |                           | Tony Leung Chiu-Wai                             |                           |                                |                                                   |                               |                                       |
| Xu Xialing                                                          |                           | Meng'er Zhang                                   |                           |                                |                                                   |                               |                                       |
| Introdotti in Eternals                                              |                           |                                                 |                           |                                |                                                   |                               |                                       |
| Ajak                                                                |                           |                                                 | Salma Hayek               |                                |                                                   |                               |                                       |
| Arishem                                                             |                           |                                                 | David KayeV               |                                |                                                   |                               |                                       |
| Dane Whitman Cavaliere Nero                                         |                           |                                                 | Kit Harington             |                                |                                                   |                               |                                       |
| Druig                                                               |                           |                                                 | Barry Keoghan             |                                |                                                   |                               |                                       |
| Eric Brooks Blade                                                   |                           |                                                 | Mahershala AliVC          |                                |                                                   |                               |                                       |
| Eros Starfox                                                        |                           |                                                 | Harry StylesC             |                                |                                                   |                               |                                       |
| Gilgamesh                                                           |                           |                                                 | Don Lee                   |                                |                                                   |                               |                                       |
| Ikaris                                                              |                           |                                                 | Richard Madden            |                                |                                                   |                               |                                       |
| Kingo                                                               |                           |                                                 | Kumail Nanjiani           |                                |                                                   |                               |                                       |
| Kro                                                                 |                           |                                                 | Bill SkarsgårdV           |                                |                                                   |                               |                                       |
| Makkari                                                             |                           |                                                 | Lauren Ridloff            |                                |                                                   |                               |                                       |
| Pip il Troll                                                        |                           |                                                 | Patton OswaltVC           |                                |                                                   |                               |                                       |
| Phastos                                                             |                           |                                                 | Brian Tyree Henry         |                                |                                                   |                               |                                       |
| Sersi                                                               |                           |                                                 | Gemma Chan                |                                |                                                   |                               |                                       |
| Sprite                                                              |                           |                                                 | Lia McHugh                |                                |                                                   |                               |                                       |
| Thena                                                               |                           |                                                 | Angelina Jolie            |                                |                                                   |                               |                                       |
| Introdotti in Spider-Man: No Way Home                               |                           |                                                 |                           |                                |                                                   |                               |                                       |
| P. Cleary                                                           |                           |                                                 |                           | Arian Moayed                   |                                                   |                               |                                       |
| Curt Connors Lizard (Terra-120703)                                  |                           |                                                 |                           | Rhys Ifans                     |                                                   |                               |                                       |
| Eddie Brock Venom (Terra-TRN688)                                    |                           |                                                 |                           | Tom HardyC                     |                                                   |                               |                                       |
| Flint Marko Uomo Sabbia (Terra-96283)                               |                           |                                                 |                           | Thomas Haden Church            |                                                   |                               |                                       |
| Matt Murdock Daredevil                                              |                           |                                                 |                           | Charlie CoxC                   |                                                   |                               |                                       |
| Max Dillon Electro (Terra-120703)                                   |                           |                                                 |                           | Jamie Foxx                     |                                                   |                               |                                       |
| Norman Osborn Goblin (Terra-96283)                                  |                           |                                                 |                           | Willem Dafoe                   |                                                   |                               |                                       |
| Otto Octavius Dottor Octopus (Terra-96283)                          |                           |                                                 |                           | Alfred Molina                  |                                                   |                               |                                       |
| Peter "Due" Parker Amichevole Spider-Man di quartiere (Terra-96283) |                           |                                                 |                           | Tobey Maguire                  |                                                   |                               |                                       |
| Peter "Tre" Parker Amazing Spider-Man (Terra-120703)                |                           |                                                 |                           | Andrew Garfield                |                                                   |                               |                                       |
| Sadie Deever                                                        |                           |                                                 |                           | Alysia ReinerC                 |                                                   |                               |                                       |
| Introdotti in Doctor Strange nel Multiverso della Follia            |                           |                                                 |                           |                                |                                                   |                               |                                       |
| America Chavez                                                      |                           |                                                 |                           |                                | Xochitl Gomez                                     |                               |                                       |
| Billy Maximoff (Terra-838)                                          |                           |                                                 |                           |                                | Julian Hilliard                                   |                               |                                       |
| Blackagar Boltagon Freccia Nera (Terra-838)                         |                           |                                                 |                           |                                | Anson Mount                                       |                               |                                       |
| Clea                                                                |                           |                                                 |                           |                                | Charlize TheronC                                  |                               |                                       |
| Christine Palmer (Terra-838)                                        |                           |                                                 |                           |                                | Rachel McAdams                                    |                               |                                       |
| Charlie                                                             |                           |                                                 |                           |                                | Ako MitchellC                                     |                               |                                       |
| Charles Xavier Professor X (Terra-838)                              |                           |                                                 |                           |                                | Patrick Stewart                                   |                               |                                       |
| Defender Strange (Terra-617)                                        |                           |                                                 |                           |                                | Benedict CumberbatchC                             |                               |                                       |
| Karl Mordo Barone Mordo (Terra-838)                                 |                           |                                                 |                           |                                | Chiwetel Ejiofor                                  |                               |                                       |
| Maria Rambeau Capitan Marvel (Terra-838)                            |                           |                                                 |                           |                                | Lashana Lynch                                     |                               |                                       |
| Peggy Carter Capitan Carter (Terra-838)                             |                           |                                                 |                           |                                | Hayley Atwell                                     |                               |                                       |
| Reed Richards Mister Fantastic (Terra-838)                          |                           |                                                 |                           |                                | John Krasinski                                    |                               |                                       |
| Rintrah                                                             |                           |                                                 |                           |                                | Adam Hugill                                       |                               |                                       |
| Sinister Strange (Terra-199999)                                     |                           |                                                 |                           |                                | Benedict Cumberbatch                              |                               |                                       |
| Supreme Strange (Terra-838)                                         |                           |                                                 |                           |                                | Benedict CumberbatchC                             |                               |                                       |
| Tommy Maximoff (Terra-838)                                          |                           |                                                 |                           |                                | Jett Klyne                                        |                               |                                       |
| Thanos (Terra-838)                                                  |                           |                                                 |                           |                                | Josh BrolinF                                      |                               |                                       |
| Ultron (Terra-838)                                                  |                           |                                                 |                           |                                | Ross MarquandVC                                   |                               |                                       |
| Wanda Maximoff (Terra-838)                                          |                           |                                                 |                           |                                | Elizabeth Olsen                                   |                               |                                       |
| Introdotti in Thor: Love and Thunder                                |                           |                                                 |                           |                                |                                                   |                               |                                       |
| Ercole                                                              |                           |                                                 |                           |                                |                                                   | Brett GoldsteinC              |                                       |
| Gorr il Macellatore di Dei                                          |                           |                                                 |                           |                                |                                                   | Christian Bale                |                                       |
| Habooska l'Orribile                                                 |                           |                                                 |                           |                                |                                                   | Bobby Holland HantonC         |                                       |
| Love                                                                |                           |                                                 |                           |                                |                                                   | India Rose Hemsworth          |                                       |
| Rapu                                                                |                           |                                                 |                           |                                |                                                   | Jonny Brugh                   |                                       |
| Zeus                                                                |                           |                                                 |                           |                                |                                                   | Russell Crowe                 |                                       |
| Introdotti in Black Panther: Wakanda Forever                        |                           |                                                 |                           |                                |                                                   |                               |                                       |
| Aneka                                                               |                           |                                                 |                           |                                |                                                   |                               | Michaela Coel                         |
| Attuma                                                              |                           |                                                 |                           |                                |                                                   |                               | Josué Maychi                          |
| Fen                                                                 |                           |                                                 |                           |                                |                                                   |                               | María Mercedes Coroy                  |
| Ch'ah Toh Almehen Namor                                             |                           |                                                 |                           |                                |                                                   |                               | Tenoch Huerta                         |
| Namora                                                              |                           |                                                 |                           |                                |                                                   |                               | Mabel Cadena                          |
| Riri Williams Ironheart                                             |                           |                                                 |                           |                                |                                                   |                               | Dominique Thorne                      |
| T'Challa II                                                         |                           |                                                 |                           |                                |                                                   |                               | Divine Love Konadu-SunC               |

## Fase Cinque
| Personaggi                                               | Ant-Man and the Wasp: Quantumania (2023) | Guardiani della Galassia Vol. 3 (2023) | The Marvels (2023)        | Deadpool & Wolverine (2024) | Captain America: Brave New World (2025) | Thunderbolts* (2025)      | I Fantastici Quattro - Gli inizi (2025) | Blade (2025)              |
| Introdotti nella Fase Uno                                | Introdotti nella Fase Uno                | Introdotti nella Fase Uno              | Introdotti nella Fase Uno | Introdotti nella Fase Uno   | Introdotti nella Fase Uno               | Introdotti nella Fase Uno | Introdotti nella Fase Uno               | Introdotti nella Fase Uno |
| -------------------------------------------------------- | ---------------------------------------- | -------------------------------------- | ------------------------- | --------------------------- | --------------------------------------- | ------------------------- | --------------------------------------- | ------------------------- |
| Betty Ross                                               |                                          |                                        |                           |                             | Liv Tyler                               |                           |                                         |                           |
| Bucky Barnes Soldato d'Inverno                           |                                          |                                        |                           |                             | Sebastian Stan                          | Sebastian Stan            |                                         |                           |
| Harold "Happy" Hogan                                     |                                          |                                        |                           | Jon FavreauC                |                                         |                           |                                         |                           |
| Nick Fury                                                |                                          |                                        | Samuel L. Jackson         |                             |                                         |                           |                                         |                           |
| Samuel Sterns Capo                                       |                                          |                                        |                           |                             | Tim Blake Nelson                        |                           |                                         |                           |
| Thaddeus "Thunderbolt" Ross Hulk Rosso                   |                                          |                                        |                           |                             | Harrison Ford                           |                           |                                         |                           |
| Introdotti nella Fase Due                                |                                          |                                        |                           |                             |                                         |                           |                                         |                           |
| Cassie Lang Stature                                      | Kathryn Newton                           |                                        |                           |                             |                                         |                           |                                         |                           |
| Cosmo                                                    |                                          | Maria BakalovaV                        |                           |                             |                                         |                           |                                         |                           |
| Darren Cross M.O.D.O.K.                                  | Corey Stoll                              |                                        |                           |                             |                                         |                           |                                         |                           |
| Drax il Distruttore                                      |                                          | Dave Bautista                          |                           |                             |                                         |                           |                                         |                           |
| Gale                                                     | Wood Harris                              |                                        |                           |                             |                                         |                           |                                         |                           |
| Groot                                                    |                                          | Vin DieselV                            |                           |                             |                                         |                           |                                         |                           |
| Henry "Hank" Pym                                         | Michael Douglas                          |                                        |                           |                             |                                         |                           |                                         |                           |
| Hope van Dyne Wasp                                       | Evangeline Lilly                         |                                        |                           |                             |                                         |                           |                                         |                           |
| Howard il papero                                         |                                          | Seth GreenVC                           |                           |                             |                                         |                           |                                         |                           |
| Janet van Dyne                                           | Michelle Pfeiffer                        |                                        |                           |                             |                                         |                           |                                         |                           |
| Jim Paxton                                               | Bobby Cannavale                          |                                        |                           |                             |                                         |                           |                                         |                           |
| Kraglin Obfonteri                                        |                                          | Sean Gunn                              |                           |                             |                                         |                           |                                         |                           |
| Kurt Goreshter                                           | David Dastmalchian                       |                                        |                           |                             |                                         |                           |                                         |                           |
| Luis                                                     | Michael Peña                             |                                        |                           |                             |                                         |                           |                                         |                           |
| Nebula                                                   |                                          | Karen Gillan                           |                           |                             |                                         |                           |                                         |                           |
| Peter Quill Star-Lord                                    |                                          | Chris Pratt                            |                           |                             |                                         |                           |                                         |                           |
| Rocket Raccoon                                           |                                          | Bradley CooperV                        |                           |                             |                                         |                           |                                         |                           |
| Sam Wilson Capitan America                               |                                          |                                        |                           |                             | Anthony Mackie                          |                           |                                         |                           |
| Scott Lang Ant-Man                                       | Paul Rudd                                |                                        |                           |                             |                                         |                           |                                         |                           |
| Introdotti nella Fase Tre                                |                                          |                                        |                           |                             |                                         |                           |                                         |                           |
| Ava Starr Ghost                                          |                                          |                                        |                           |                             |                                         | Hannah John-Kamen         |                                         |                           |
| Ayesha                                                   |                                          | Elizabeth Debicki                      |                           |                             |                                         |                           |                                         |                           |
| Brunilde Valchiria                                       |                                          |                                        | Tessa ThompsonC           |                             |                                         |                           |                                         |                           |
| Carol Danvers Capitan Marvel                             |                                          |                                        | Brie Larson               |                             |                                         |                           |                                         |                           |
| Charlie-27                                               |                                          | Ving Rhames                            |                           |                             |                                         |                           |                                         |                           |
| Gamora (Terra-TRN734)                                    |                                          | Zoe Saldana                            |                           |                             |                                         |                           |                                         |                           |
| Jimmy Woo                                                | Randall ParkC                            |                                        | Randall Park              |                             |                                         |                           |                                         |                           |
| Loki (Terra-TRN732)                                      | Tom HiddlestonC                          |                                        |                           |                             |                                         |                           |                                         |                           |
| Mantis                                                   |                                          | Pom Klementieff                        |                           |                             |                                         |                           |                                         |                           |
| Maria Rambeau                                            |                                          |                                        | Lashana Lynch             |                             |                                         |                           |                                         |                           |
| Martinex T'Naga                                          |                                          | Michael Rosenbaum                      |                           |                             |                                         |                           |                                         |                           |
| Mar-Vell Wendy Lawson                                    |                                          |                                        | Annette BeningF           |                             |                                         |                           |                                         |                           |
| Monica Rambeau Photon                                    |                                          |                                        | Teyonah Parris            |                             |                                         |                           |                                         |                           |
| Stakar Ogord Starhawk                                    |                                          | Sylvester Stallone                     |                           |                             |                                         |                           |                                         |                           |
| Suprema Intelligenza                                     |                                          |                                        | Annette BeningF           |                             |                                         |                           |                                         |                           |
| Yon-Rogg                                                 |                                          |                                        | Jude LawF                 |                             |                                         |                           |                                         |                           |
| Introdotti nella Fase Quattro                            |                                          |                                        |                           |                             |                                         |                           |                                         |                           |
| Alexei Shostakov Guardiano Rosso                         |                                          |                                        |                           |                             |                                         | David Harbour             |                                         |                           |
| Antonia Dreykov Taskmaster                               |                                          |                                        |                           |                             |                                         | Olga Kurylenko            |                                         |                           |
| Billy Maximoff                                           |                                          |                                        | Julian HilliardF          |                             |                                         |                           |                                         |                           |
| Eric Brooks Blade                                        |                                          |                                        |                           |                             |                                         |                           |                                         | Mahershala Ali            |
| Tommy Maximoff                                           |                                          |                                        | Jett KlyneF               |                             |                                         |                           |                                         |                           |
| Valentina Allegra de Fontaine                            |                                          |                                        |                           |                             |                                         | Julia Louis-Dreyfus       |                                         |                           |
| Yelena Belova Vedova Nera                                |                                          |                                        |                           |                             |                                         | Florence Pugh             |                                         |                           |
| Introdotti in Ant-Man and the Wasp: Quantumania          |                                          |                                        |                           |                             |                                         |                           |                                         |                           |
| Derrick                                                  | Joshua Collins                           |                                        |                           |                             |                                         |                           |                                         |                           |
| Jentorra                                                 | Katy M. O'Brian                          |                                        |                           |                             |                                         |                           |                                         |                           |
| Lord Krylar                                              | Bill Murray                              |                                        |                           |                             |                                         |                           |                                         |                           |
| Mobius M. Mobius                                         | Owen WilsonC                             |                                        |                           |                             |                                         |                           |                                         |                           |
| Centurion                                                | Jonathan MajorsC                         |                                        |                           |                             |                                         |                           |                                         |                           |
| Immortus                                                 | Jonathan MajorsC                         |                                        |                           |                             |                                         |                           |                                         |                           |
| Kang il Conquistatore                                    | Jonathan Majors                          |                                        |                           |                             |                                         |                           |                                         |                           |
| Rama-Tut                                                 | Jonathan MajorsC                         |                                        |                           |                             |                                         |                           |                                         |                           |
| Victor Timely                                            | Jonathan MajorsC                         |                                        |                           |                             |                                         |                           |                                         |                           |
| Quaz                                                     | William Jackson Harper                   |                                        |                           |                             |                                         |                           |                                         |                           |
| Ruben                                                    | Ruben Rabasa                             |                                        |                           |                             |                                         |                           |                                         |                           |
| Veb                                                      | David Dastmalchian                       |                                        |                           |                             |                                         |                           |                                         |                           |
| Xolum                                                    | James Cutler                             |                                        |                           |                             |                                         |                           |                                         |                           |
| Introdotti in Guardiani della Galassia Vol. 3            |                                          |                                        |                           |                             |                                         |                           |                                         |                           |
| Adam Warlock                                             |                                          | Will Poulter                           |                           |                             |                                         |                           |                                         |                           |
| Gloob                                                    |                                          | Sarah Alami                            |                           |                             |                                         |                           |                                         |                           |
| Gurb                                                     |                                          | Terence Rosemore                       |                           |                             |                                         |                           |                                         |                           |
| Alto Evoluzionario                                       |                                          | Chukwudi Iwuji                         |                           |                             |                                         |                           |                                         |                           |
| Ura                                                      |                                          | Daniela Melchior                       |                           |                             |                                         |                           |                                         |                           |
| Lylla                                                    |                                          | Linda CardelliniV                      |                           |                             |                                         |                           |                                         |                           |
| Floor                                                    |                                          | Mikaela HooverV                        |                           |                             |                                         |                           |                                         |                           |
| Teef                                                     |                                          | Asim ChaudhryV                         |                           |                             |                                         |                           |                                         |                           |
| Vim                                                      |                                          | Miriam Shor                            |                           |                             |                                         |                           |                                         |                           |
| Phyla                                                    |                                          | Kai Zen                                |                           |                             |                                         |                           |                                         |                           |
| Theel                                                    |                                          | Nico Santos                            |                           |                             |                                         |                           |                                         |                           |
| Introdotti in The Marvels                                |                                          |                                        |                           |                             |                                         |                           |                                         |                           |
| Amir Khan                                                |                                          |                                        | Saagar ShaikhC            |                             |                                         |                           |                                         |                           |
| Dag                                                      |                                          |                                        | Abraham Popoola           |                             |                                         |                           |                                         |                           |
| Dar-Benn                                                 |                                          |                                        | Zawe Ashton               |                             |                                         |                           |                                         |                           |
| Dro'ge                                                   |                                          |                                        | Gary Lewis                |                             |                                         |                           |                                         |                           |
| Hank McCoy Bestia (Terra-TRN1225)                        |                                          |                                        | Kelsey GrammerC           |                             |                                         |                           |                                         |                           |
| Kamala Khan Ms. Marvel                                   |                                          |                                        | Iman Vellani              |                             |                                         |                           |                                         |                           |
| Kate Bishop Occhio di Falco                              |                                          |                                        | Hailee SteinfeldC         |                             |                                         |                           |                                         |                           |
| Maria Rambeau Binary (Terra-TRN1225)                     |                                          |                                        | Lashana LynchC            |                             |                                         |                           |                                         |                           |
| Muneeba Khan                                             |                                          |                                        | Zenobia ShroffC           |                             |                                         |                           |                                         |                           |
| Papp-Tonn                                                |                                          |                                        | Colin Stoneley            |                             |                                         |                           |                                         |                           |
| Talia                                                    |                                          |                                        | Leila Farzad              |                             |                                         |                           |                                         |                           |
| Ty-Rone                                                  |                                          |                                        | Daniel Ings               |                             |                                         |                           |                                         |                           |
| Yan                                                      |                                          |                                        | Park Seo-joon             |                             |                                         |                           |                                         |                           |
| Yusuf Khan                                               |                                          |                                        | Mohan KapurC              |                             |                                         |                           |                                         |                           |
| Introdotti in Deadpool & Wolverine                       |                                          |                                        |                           |                             |                                         |                           |                                         |                           |
| Althea Al l'Orba (Terra-10005)                           |                                          |                                        |                           | Leslie Uggams               |                                         |                           |                                         |                           |
| Azazel (Terra-TRN872)                                    |                                          |                                        |                           | Eduardo Gago Muñoz          |                                         |                           |                                         |                           |
| B-15                                                     |                                          |                                        |                           | Wunmi Mosaku                |                                         |                           |                                         |                           |
| Betsy Braddock Psylocke (Terra-TRN872)                   |                                          |                                        |                           | Ayesha Hussain              |                                         |                           |                                         |                           |
| Bullseye (Terra-TRN872)                                  |                                          |                                        |                           | Curtis Rowland Small        |                                         |                           |                                         |                           |
| Cain Marko Fenomeno (Terra-TRN872)                       |                                          |                                        |                           | Aaron W. Reed               |                                         |                           |                                         |                           |
| Callisto (Terra-TRN872)                                  |                                          |                                        |                           | Chloe Kibble                |                                         |                           |                                         |                           |
| Cassandra Nova (Terra-TRN872)                            |                                          |                                        |                           | Emma Corrin                 |                                         |                           |                                         |                           |
| Dopinder (Terra-41633)                                   |                                          |                                        |                           | Karan Soni                  |                                         |                           |                                         |                           |
| Elektra Natchios (Terra-701306)                          |                                          |                                        |                           | Jennifer Garner             |                                         |                           |                                         |                           |
| Ellie Phimister Testata Mutante Negasonica (Terra-10005) |                                          |                                        |                           | Brianna Hildebrand          |                                         |                           |                                         |                           |
| Eric Brooks Blade (Terra-26320)                          |                                          |                                        |                           | Wesley Snipes               |                                         |                           |                                         |                           |
| Fred Dukes Blob (Terra-TRN872)                           |                                          |                                        |                           | Mike Waters                 |                                         |                           |                                         |                           |
| James "Logan" Howlett Wolverine (Terra-TRN1400)          |                                          |                                        |                           | Hugh Jackman                |                                         |                           |                                         |                           |
| John Allerdyce Pyro (Terra-10005)                        |                                          |                                        |                           | Aaron Stanford              |                                         |                           |                                         |                           |
| Johnny Storm Torcia Umana (Terra-121698)                 |                                          |                                        |                           | Chris Evans                 |                                         |                           |                                         |                           |
| Laura Kinney X-23 (Terra-17315)                          |                                          |                                        |                           | Dafne Keen                  |                                         |                           |                                         |                           |
| Mortimer Toynbee Toad (Terra-TRN872)                     |                                          |                                        |                           | Daniel Medina Ramos         |                                         |                           |                                         |                           |
| Mr. Paradox                                              |                                          |                                        |                           | Matthew Macfadyen           |                                         |                           |                                         |                           |
| Peter Wisdom Peterpool (Terra-10005)                     |                                          |                                        |                           | Rob Delaney                 |                                         |                           |                                         |                           |
| Philippa Sontag Arclight (Terra-TRN872)                  |                                          |                                        |                           | Jessica Walker              |                                         |                           |                                         |                           |
| Piotr Rasputin Colosso (Terra-10005)                     |                                          |                                        |                           | Stefan KapičićV             |                                         |                           |                                         |                           |
| Remy LeBeau Gambit (Terra-TRN1401)                       |                                          |                                        |                           | Channing Tatum              |                                         |                           |                                         |                           |
| Quill (Terra-TRN872)                                     |                                          |                                        |                           | Nilly Cetin                 |                                         |                           |                                         |                           |
| Russo (Terra-TRN872)                                     |                                          |                                        |                           | Billy Clements              |                                         |                           |                                         |                           |
| Rusty Shatterstar (Terra-10005)                          |                                          |                                        |                           | Lewis TanC                  |                                         |                           |                                         |                           |
| Vanessa Carlysle (Terra-10005)                           |                                          |                                        |                           | Morena Baccarin             |                                         |                           |                                         |                           |
| Victor Creed Sabretooth (Terra-TRN872)                   |                                          |                                        |                           | Tyler Mane                  |                                         |                           |                                         |                           |
| Wade Wilson Babypool (Terra-TRN872)                      |                                          |                                        |                           | Olin Reynolds               |                                         |                           |                                         |                           |
| Wade Wilson Deadpool (Terra-10005)                       |                                          |                                        |                           | Ryan Reynolds               |                                         |                           |                                         |                           |
| Wade Wilson Cowboypool (Terra-TRN872)                    |                                          |                                        |                           | Matthew McConaugheyV        |                                         |                           |                                         |                           |
| Wade Wilson Headpool (Terra-TRN872)                      |                                          |                                        |                           | Nathan FillionV             |                                         |                           |                                         |                           |
| Wade Wilson Kidpool (Terra-TRN872)                       |                                          |                                        |                           | Inez Reynolds               |                                         |                           |                                         |                           |
| Wanda Wilson Ladypool (Terra-TRN872)                     |                                          |                                        |                           | Blake LivelyV               |                                         |                           |                                         |                           |
| Wade Wilson Nicepool (Terra-TRN872)                      |                                          |                                        |                           | Ryan Reynolds               |                                         |                           |                                         |                           |
| Watari Samuraipool (Terra-TRN872)                        |                                          |                                        |                           | Hung Dante Dong             |                                         |                           |                                         |                           |
| Yukio (Terra-10005)                                      |                                          |                                        |                           | Shioli Kutsuna              |                                         |                           |                                         |                           |
| Yuriko Oyama Lady Deathstrike (Terra-TRN872)             |                                          |                                        |                           | Jade Lye                    |                                         |                           |                                         |                           |
| Introdotti in Captain America: Brave New World           |                                          |                                        |                           |                             |                                         |                           |                                         |                           |
| Davis Lawfers Copperhead                                 |                                          |                                        |                           |                             | Jóhannes Haukur Jóhannesson             |                           |                                         |                           |
| Dennis Dunphy                                            |                                          |                                        |                           |                             | William Mark McCullough                 |                           |                                         |                           |
| Isaiah Bradley                                           |                                          |                                        |                           |                             | Carl Lumbly                             |                           |                                         |                           |
| Joaquín Torres Falcon                                    |                                          |                                        |                           |                             | Danny Ramirez                           |                           |                                         |                           |
| Leila Taylor                                             |                                          |                                        |                           |                             | Xosha Roquemore                         |                           |                                         |                           |
| Ruth Bat-Seraph                                          |                                          |                                        |                           |                             | Shira Haas                              |                           |                                         |                           |
| Seth Voelker Sidewinder                                  |                                          |                                        |                           |                             | Giancarlo Esposito                      |                           |                                         |                           |
| Introdotti in Thunderbolts*                              |                                          |                                        |                           |                             |                                         |                           |                                         |                           |
| Annie Reynolds                                           |                                          |                                        |                           |                             |                                         | Molly Carden              |                                         |                           |
| Bob Reynolds Sentry                                      |                                          |                                        |                           |                             |                                         | Lewis Pullman             |                                         |                           |
| Gary                                                     |                                          |                                        |                           |                             |                                         | Wendell Pierce            |                                         |                           |
| Holt                                                     |                                          |                                        |                           |                             |                                         | Chris Bauer               |                                         |                           |
| John Walker U.S. Agent                                   |                                          |                                        |                           |                             |                                         | Wyatt Russell             |                                         |                           |
| Mel Gold                                                 |                                          |                                        |                           |                             |                                         | Geraldine Viswanathan     |                                         |                           |
| Mr. Reynolds                                             |                                          |                                        |                           |                             |                                         | Joshua Mikel              |                                         |                           |
| Olivia Walker                                            |                                          |                                        |                           |                             |                                         | Gabrielle Byndloss        |                                         |                           |
| Void                                                     |                                          |                                        |                           |                             |                                         | Lewis Pullman             |                                         |                           |
| Introdotti in I Fantastici Quattro - Gli inizi           |                                          |                                        |                           |                             |                                         |                           |                                         |                           |
| Ben Grimm Cosa                                           |                                          |                                        |                           |                             |                                         |                           | Ebon Moss-Bachrach                      |                           |
| Galactus                                                 |                                          |                                        |                           |                             |                                         |                           | Ralph Ineson                            |                           |
| Johnny Storm Torcia Umana                                |                                          |                                        |                           |                             |                                         |                           | Joseph Quinn                            |                           |
| Susan Storm Donna Invisibile                             |                                          |                                        |                           |                             |                                         |                           | Vanessa Kirby                           |                           |
| Reed Richards Mister Fantastic                           |                                          |                                        |                           |                             |                                         |                           | Pedro Pascal                            |                           |
| Shalla-Bal Silver Surfer                                 |                                          |                                        |                           |                             |                                         |                           | Julia Garner                            |                           |
| Introdotti in Blade                                      |                                          |                                        |                           |                             |                                         |                           |                                         |                           |
| DEE                                                      |                                          |                                        |                           |                             |                                         |                           |                                         | John West Jr.             |
| Lilith                                                   |                                          |                                        |                           |                             |                                         |                           |                                         | Mia Goth                  |
| TBA                                                      |                                          |                                        |                           |                             |                                         |                           |                                         | Delroy Lindo              |
| TBA                                                      |                                          |                                        |                           |                             |                                         |                           |                                         | Aaron Pierre              |
| TBA                                                      |                                          |                                        |                           |                             |                                         |                           |                                         | Milan Ray                 |